# Amyris texana
Amyris texana là một loài thực vật có hoa trong họ Cửu lý hương. Loài này được (Buckley) P.Wilson mô tả khoa học đầu tiên năm 1908.